# Anax
Anax é um termo do idioma grego, muito presente em obras como a Teogonia de Hesíodo. É um termo que, em nossa lingua, significaria senhor, mas no sentido da natureza régia de uma personagem. De fato, o já citado autor utiliza esse termo para se referir a Cronos, ou invés de Basileu, rei, que seria o título de Zeus. Quiçá, como assinala Karl Kerényi, isso seja uma forma de perceber o caráter mais primitivo dos titãs.